# 한 장의 엽서
《한 장의 엽서》(一枚のハガキ 이치마이노 하가키[*])는 신도 가네토가 감독, 각본을 맡은 2010년 일본의 드라마 영화이다. 신도는 이 영화가 자신의 마지막 영화라고 언급했다. 영화는 일본의 제84회 아카데미상 외국어 영화상 후보로 출품됐으나 최종 후보에는 선정되지 못했다.

## 출연
- 토요카와 에츠시 - 마츠야마 케이타
- 오타케 시노부 - 모리카와 토모코
- 무사카 나오마사 - 모리카와
- 에모토 아키라 - 모리카와 유키치
- 오스기 렌 - 키치고로

## 수상
제85회 키네마 준보 베스트 10 (2011년)
- 작품상 (일본영화 베스트10 제1위)

제54회 블루리본상 (2011년)
- 감독상

제66회 마이니치 영화 콩쿠르 (2011년)
- 일본영화대상
- 각본상
- 미술상
- 음악상
- 녹음상

제35회 일본 아카데미상 (2012년)
- 우수감독상